# Huỳnh Công Giản
Huỳnh Công Giản  là một vị quan võ có tài, quê ở làng Nhật Tảo. Năm 1749 (Kỷ Tỵ), triều đình chúa Nguyễn cử ba anh em nhà họ Huỳnh: Huỳnh Công Giản, Huỳnh Công Thắng, và Huỳnh Công nghệ là các quan đại thần vào trấn nhậm vùng đất Tây Ninh. Ba ông cùng với đội binh mã của triều đình thực hiện việc di dân khai hoang lập ấp và giữ gìn an ninh ở vùng đất biên cương.

### Chống quân Miên, bảo vệ biên cương
Vùng Tây Ninh vào thế kỉ 17 còn hoang vu, người Miên đến đây đầu tiên, sau người Việt đến. Cao Miên lúc đó còn là thuộc địa của Xiêm, họ không thích chung chạ với người Việt. Do đó, họ nổi dậy đánh nhau với người Việt nhiều lần giữa thế kỉ 17. Lúc đó, đền đài của vua Miên là Nặc Ông Chân đóng tại xã Thanh Điền (huyện Châu Thành), gần ngọn rạch Tây Ninh ngày nay, dân chúng địa phương quen gọi là Phủ Cũ. Sau nhiều lần đánh, quân Miên đã bị đẩy lui.
Huỳnh Công Giản đã cùng em trai là Huỳnh Công nghệ lập căn cứ kháng Miên, đóng đồn tại Bến Thứ, gần ngọn rạch Sóc Om (xã Hảo Đước, huyện Châu Thành). Ông chiếm cứ một cánh đồng rộng gọi là đồn Trà Vong (xã Thái Bình). Bờ thành vô cùng kiên cố. Bấy giờ, những trận đụng độ giữa người Việt và Miên diễn ra kéo dài suốt mấy mươi năm với vũ khí rất thô sơ: gươm, đao, giáo mác, cung tên.
Một buổi sáng, quân Miên dùng chiến thuật biển người ồ ạt tấn công đồn Trà Vong. Bị tấn công bốn mặt nhưng quân của ông Huỳnh Công Giản cũng kịp thời phản công mãnh liệt. Tuy nhiên, vì quân địch quá đông, ông đã cho quân liên lạc với Huỳnh Công nghệ kêu viện binh. Tướng Huỳnh Công Giản tả xung hữu đột dưới vòng vây của kẻ địch. Khi ông đã thấm mệt, nhìn lại thì số quân sĩ hi sinh quá nhiều, trong lúc viện binh chưa đến kịp. Ông vung gươm tử chiến cùng quân Miên đến lúc kiệt sức rồi quay gươm tự cắt đầu tuẫn tiết.

## Đền thờ quan lớn Trà Vong
Tưởng nhớ công ơn của 3 anh em nhà họ Huỳnh và các nghĩa binh, nhân dân địa phương lập đền, miếu để thờ ở nhiều nơi và được gọi chung là đền thờ Quan Lớn Trà Vong.
Ngôi mộ ông Huỳnh Công Giản (tức Quan Lớn Trà Vong) được nhân dân chôn cất tại ấp Trà Hiệp xã Trà Vong, Tân Biên. Đền thờ ông được nhân dân xây dựng ở nhiều nơi như: Tân Phong, Trà Vong (Tân Biên), Cầy Xiêng, Đồng Khởi (Châu Thành), Thái Vĩnh Đông, Phường I (Thị xã), Thạnh Tân (Hoà Thành).

### Đền thờ tại Thái Vĩnh Đông, phường I, Thị xã Tây Ninh
Đền xây dựng trên gò đất cao, phía trước có nhiều cây dầu cổ thụ. Đền có 3 gian, hình chữ nhị (2 lớp), chiều dài 14 mét, chiều ngang 10 m, tường xây gạch, mái lợp ngói âm dương. Chánh đền có sắc phong chữ thấn cùng bài trí các đồ thờ như lư hương, chưng đèn, lễ bộ. Trên nóc là hoành phi và bức đại tự sơn son thếp vàng "Đáp tạ thần ân" hai bên có 2 câu đối.
"Nhật tảo xuất anh tài vị quốc vong thân
 Trứ trứ phương danh thuỳ trúc bạch"
"Tà dương trữ man tặc, ưu quân trí mạng
 Nguy nguy chính khí quán sơn hà"

### Đền ở xã Mõ Công (huyệnTân Biên)
Ngôi đền nằm cặp quốc lộ 22B gần trung tâm xã Mõ Công. Ngôi đền được nhân dân thường gọi là "Dinh ông lớn Trà Vong".
Cổng vào được xây theo hình chữ nhị 5 m × 9 m, gồm phần tiền đền và chính đền, mái ngói mũi, phần chính đền có hoành phi đề: "Quan Lớn Trà Vong", ở giữa bên trái đề: "Long phi niên Đinh dậu", bên phải "Quan đại thần chuyển binh" bằng chữ Hán.

### Đền ở xã Thái Bình (huyệnChâu Thành)
Đền toạ lạc tại ấp Cầy Xiêng xã Thái Bình (Châu Thành) cặp quốc lộ 22B, cách thị xã Tây Ninh chừng 5 km về hướng Tây Bắc. Đây là ngôi đền còn giữ được phần hậu đền xây dựng cách nay trên 100 năm. Đền kiến trúc theo hình chữ tam, tường gạch, mái lợp ngói. Phần tiền đền 6 m × 6 m, hậu đền 3 m × 3 m.
Chánh đền thờ bài vị và tượng Quan Lớn cao 1 m đứng đeo gươm trận uy nghiệm lẫm liệt.

### Đền ở Suối Vàng (huyệnHòa Thành)
Đây là khu lòng chảo nằm sát chân núi Bà Đen, tương truyền đây là nơi tập luyện tập binh mã ngày xưa của Quan Lớn Trà Vong.
Đền xây dựng khá lâu, đến năm 1995 do mở rộng lộ giới tỉnh lộ 4, nhân dân địa phương đã xây dựng ngôi đền mới khang trang tường gạch, cột bê tông, mái lợp ngói, kiến trúc theo chữ hình tam. Đây là ngôi đền ông lớn Trà Vong lớn nhất hiện nay so với các đền hiện hữu thờ ông lớn Trà Vong trên đất Tây Ninh.
Ngoài ra còn có các đền thờ ông Huỳnh Công nghệ và ông Huỳnh Công Thắng ở những nơi khác.
Tại Vàm Bảo, Bến Thứ rạch Vịnh xã Hảo Đước, huyện Châu Thành có mộ và đền thờ ông Huỳnh Công nghệ nằm cạnh khu dân cư thưa thớt hiện đang xuống cấp nặng. Tại thành Bảo Quang Hoá, xã Cẩm Giang, Gò Dầu có ngôi đền thờ ông Huỳnh Công Thắng. Ngôi đền kiến trúc hai lớp hình chữ nhị, tường gạch, mái lợp ngói có diện tích 8 m × 16 m. Trong đền thờ bài vị và tượng Huỳnh Công Thắng.
Trên vùng đất phía Tây Bắc Tây Ninh nhân dân xây dựng nhiều đền thờ Quan Lớn Trà Vong. Tuy nhiên, do chiến tranh kéo dài nên nhiều ngôi đền bị tàn phá mà nhân dân chưa có điều kiện xây dựng lại.
Hàng năm vào các ngày 16 và 17 tháng 3 âm lịch tại các đền nhân dân địa phương tổ chức cúng lễ tưởng nhớ đến ông lớn Trà Vong rất trang trọng. Nhiều nơi tổ chức cả hát bội và các hình thức sinh hoạt văn hoá dân gian phong phú mang đậm đà bản sắc văn hoá dân tộc.